# Massepha bengalensis
Massepha bengalensis is een vlinder van de familie van de grasmotten (Crambidae), uit de onderfamilie van de Spilomelinae. De wetenschappelijke naam van deze soort is voor het eerst voorgesteld als Hydrocampa bengalensis door Frederic Moore in een publicatie uit 1888.
De soort komt voor in India (West-Bengalen).